# Golden Nugget Atlantic City

Photo du casino tirée d'une collection de photos datée "1972-2008".

Photo du casino tirée d'une collection de photos datée "1972-2008".

Golden Nugget Atlantic City est un complexe immobilier formé d'un hôtel, d'un casino et d'une marina situé à Atlantic City, New Jersey.

## Histoire
Le complexe est ouvert en 1985 par la Trump Entertainment Resorts sous le nom de Trump's Castle. Il devient par la suite le Trump's Castle, puis le Trump Marina Hotel Casino.
Le complexe est vendu en 2011 au groupe Landry's.

## Description
Le Golden Nugget Atlantic City dispose de 728 chambres, 7 restaurants, 1 boîte de nuit et une salle d'exposition de 462 sièges.

## Affaire du mini-baccara
Le 30 avril 2012, le casino Golden Nugget Atlantic City a perdu 1 536 700 $ lors d’une succession de parties au mini-baccara. Le croupier utilisant un nouveau jeu de cartes ne s’est pas rendu compte que les cartes n’étaient pas mélangées et donc que la succession des cartes était prévisible. Les joueurs remarquèrent la régularité des cartes qui sortaient et gagnèrent 41 fois de suite, avant d’être interrompus par les surveillants de la salle de jeu qui, alertés par les gains anormaux, soupçonnèrent une arnaque. Les 14 joueurs étant Chinois, les surveillants fouillèrent également dans les chambres de clients asiatiques n’ayant pas participé au jeu. Le casino refusa de payer les gains des joueurs, bien que ceux-ci n’aient enfreint aucune règle. Un tribunal donna raison aux joueurs et força le casino à les payer. Par ailleurs, en février 2015, le casino gagna en justice contre son fournisseur de cartes, la société Gemaco, qui, selon le contrat, devait lui fournir des cartes pré-mélangées.